# Bouça
Bouça ist eine Ortschaft und eine Gemeinde im Norden Portugals.

## Geschichte
Funde belegen eine vorgeschichtliche Besiedlung, darunter die Estátua Menir da Bouça, ein Menhir aus dem Megalithikum.
Der heutige Ort entstand vermutlich mit der Besiedlungspolitik im Verlauf der mittelalterlichen Reconquista, mit dem bevölkerungsreichsten Ort Ferradosa als Ausgangspunkt. Im 17. Jh. war er als Bouça do Nuno dokumentiert, im 19. Jh. als Bouça do Nunes. Als Namensursprung wird der Eigenname Nune angenommen, ein im Mittelalter hier verbreiteter Personenname. Später verlor Bouça den Namenszusatz.
Mindestens seit dem 17. Jh. ist Bouça eine eigene Gemeinde.

## Verwaltung
Bouça ist Sitz einer gleichnamigen Gemeinde (Freguesia) im Kreis Mirandela. In ihr leben 182 Einwohner auf einer Fläche von 13 km² (Stand 19. April 2021).
Folgende Ortschaften liegen in der Gemeinde:
- Bouça
- Cruzamento da Bouça
- Ferradosa